# Rolex Sports Car Series 2004
Navigation
Édition précédente Édition suivante
Le 'Grand American Road Racing Championship 2004' (officiellement appelé le 2004 Rolex Sports Car Series) est la cinquième saison du championnat américain d'endurance organisé part la Grand American Road Racing Association. L'édition 2004 se déroule du 31 janvier au 31 octobre. Trois catégories de voiture ont participé à cette saison, les Daytona Prototype (en) (DP), les Grand Tourisme (GT) et les  Super Grand Sport (SGS).

## Calendrier
| N° | Date                    | Nom de la Course                        | Durée     | Circuit                        | Lieu           | État, Pays             |
| -- | ----------------------- | --------------------------------------- | --------- | ------------------------------ | -------------- | ---------------------- |
| 1  | 31 janvier et 1 février | Rolex 24 at Daytona                     | 24 heures | Daytona International Speedway | Daytona Beach  | Floride, États-Unis    |
| 2  | 28 février              | Grand Prix of Miami                     | 250 Miles | Homestead-Miami Speedway       | Homestead      | Floride, États-Unis    |
| 3  | 10 avril                | Phoenix 250                             | 250 Miles | Phoenix International Raceway  | Avondale       | Arizona, États-Unis    |
| 4  | 23 mai                  | 6 Hours of Mont-Tremblant               | 6 Heures  | Circuit Mont-Tremblant         | Mont-Tremblant | Québec, Canada         |
| 5  | 20 juin                 | Six Hours of the Glen                   | 6 Heures  | Watkins Glen International     | Watkins Glen   | New York, États-Unis   |
| 6  | 1 juillet               | Paul Revere 250                         | 250 Miles | Daytona International Speedway | Daytona Beach  | Floride, États-Unis    |
| 7  | 7 août                  | EMCO Gears Mid-Ohio Road Racing Classic | 250 Miles | Mid-Ohio Sports Car Course     | Lexington      | Ohio, États-Unis       |
| 8  | 13 août                 | Sahlen's 200 at the Glen                | 200 Miles | Watkins Glen International     | Watkins Glen   | New York, États-Unis   |
| 9  | 19 septembre            | Homestead-Miami 250                     | 250 Miles | Homestead-Miami Speedway       | Homestead      | Floride, États-Unis    |
| 10 | 3 octobre               | VIR 400                                 | 400 km    | Virginia International Raceway | Danville       | Virginie, États-Unis   |
| 11 | 10 octobre              | Porsche 250                             | 250 Miles | Barber Motorsports Park        | Birmingham     | Alabama, États-Unis    |
| 12 | 31 octobre              | Lexus Grand American 400                | 400 km    | California Speedway            | Fontana        | Californie, États-Unis |